# 上村海成
上村 海成（かみむら かいせい、1997年2月25日 - ）は、日本の俳優、モデル。東京都出身。フラッシュアップ所属。

## 略歴
東京出身。小6の時に、幼なじみがモデルをやっているのを見て、自分もやりたいなと思ったのが芸能界入りのキッカケ
。
2011年、4月期テレビ東京系ドラマ『鈴木先生』で俳優デビュー。
2014年、6月27日公開『渇き。』で映画初出演。
2018年、上半期連続テレビ小説『半分、青い。』でNHK朝ドラ初出演。
2021年、第60作『青天を衝け』でNHK大河ドラマ初出演。

## 人物
趣味はHip Hopダンス。特技は水泳、空手。

## 出演

### テレビドラマ
- 鈴木先生（2011年4月25日 - 6月27日、テレビ東京） - 2年B組生徒 役
- 金曜プレステージ（フジテレビ）
  - 山村美紗サスペンス「女検視官・江夏冬子〜血だまりの滴〜」（2012年5月11日） - 五十嵐龍太郎 役
  - 山村美紗サスペンス「女検視官・江夏冬子2〜復讐の血脈〜」（2013年5月24日） - 五十嵐龍太郎 役
- 男水!（2017年1月22日 - 3月12日、日本テレビ） - 森親太郎 役
- &美少女 NEXT GIRL meets Tokyo 第9話（2017年6月22日、フジテレビ / 12月6日、BSフジ） - 真鍋佑樹 役
- 連続テレビ小説 半分、青い。（2018年4月2日 - 9月29日、NHK総合） - 楡野草太 役
- 地獄のガールフレンド（2020年4月7日 - 6月23日、フジテレビ） - 石原 役
- 大河ドラマ（NHK）
  - 青天を衝け 第29回・第30回（2021年10月3日・10日） - 赤松則良 役
  - 光る君へ　第37回 - 最終回（2024年9月29日 - 12月15日） - 藤原頼宗 役[5][6]
- ねこ物件（2022年4月8日 - 6月10日、テレビ神奈川）- 島袋毅 役[7][8]
- 自由な女神 -バックステージ・イン・ニューヨーク-（2023年3月4日 - 26日、フジテレビ） - 安藤歩 役 [9]
- 私をもらって～追憶編～ 第1話（2024年7月6日、日本テレビ） - 派遣会社社員 役
- 家政夫のミタゾノ 第7シーズン 第7話（2025年2月25日、テレビ朝日） - 藤堂丈一郎 役[10]

### 配信ドラマ
- &美少女 NEXT GIRL meets Tokyo 第9話（2017年6月7日、FOD） - 真鍋佑樹 役
- 地獄のガールフレンド（2019年10月25日 - 12月27日、FOD） - 石原 役[11]
- 死神さん 第5話（2021年10月15日、Hulu） - 河田統良 役[12]

### 映画
- 渇き。（監督：中島哲也、2014年6月27日）
- 俺物語!!（監督：河合勇人、2015年10月31日）
- ちはやふる （監督：小泉徳宏） - 甘糟那由太 役
  - ちはやふる -上の句-（2016年3月19日）
  - ちはやふる -下の句-（2016年4月29日）
- ダブルミンツ（監督：内田英治、2017年6月3日） - 足立 役
- ホットギミック ガールミーツボーイ（監督：山戸結希、2019年6月28日） - 八木すばる 役[13]
- 思い、思われ、ふり、ふられ（監督：三木孝浩、2020年8月14日） - 我妻暖人 役
- 鬼ガール!!（監督：滝川元気、2020年10月16日） - 神宮寺岬 役[14]
- 劇場版 ねこ物件（監督：綾部真弥・田口桂、2022年8月5日） - 島袋毅 役[15]
- 君は放課後インソムニア（監督：池田千尋、2023年6月23日） - 受川太鳳 役[16]
- 遺書、公開。（監督：英勉、2025年1月31日） - 笹井夏月 役[17][18][19]

### バラエティー
- ボキャブライダー（2019年3月 - 2020年2月、Eテレ）スキット担当

### ミュージックビデオ
- 石川智晶「不完全燃焼」（2011年）
- TEE「Together～つながり～」「With You～ぬくもり～」（2012年）
- 空気公団「うつろいゆく街で」（2018年）

### 雑誌
- ニコ☆プチ（2010年、新潮社） - メンズモデル
- nicola（2012年 - 2015年、新潮社） - メンズモデル

### ムービー
- スマートボーイズ スマボMovie第5弾「キャラフルSTARS」（2014年） - 向日葵 役

### 広告
- KURI-ORI（2012年 - 2013年） - イメージモデル

### CM
- タカラトミーバイラル「NINGEN GAKKI」（2012年）
- カルビー「じゃがりこ」（2012年）
- KONAMI「BEMANI」（2013年）
- NSGカレッジリーグ（2013年）

### 舞台
- ミュージカル「GANG〜がんばれ、タイガー!」（2011年12月10日・11日、成城ホール） - ビル 役
- ブラックコメディー「見えない人たち」（2012年3月）
- ミュージカル『テニスの王子様』3rdシーズン - 金田一郎 役[20]
  - 青学VS聖ルドルフ（2015年9月5日 - 11月3日、TOKYO DOME CITY HALL 他）[21]
  - 青学VS山吹（2015年12月24日 - 2016年2月21日、TOKYO DOME CITY HALL 他）[22]
  - TEAM Live st.RUDOLPH（2016年3月17日・19日、京都劇場 / 3月29日・31日・4月2日、AiiA 2.5 Theater Tokyo）[23]
  - Dream Live2016（2016年5月13日 - 15日、オリックス劇場 / 5月20日 - 22日、パシフィコ横浜 国立大ホール）[24]
- 「ママと僕たち〜たたかえ!!泣き虫BABYS〜」（2016年7月8日 - 18日、AiiA 2.5 Theater Tokyo / 7月22日 - 24日、梅田芸術劇場 シアター・ドラマシティ）[25]
- 「Bank Bang Lesson!!」（2016年8月30日 - 9月4日、六行会ホール）[26]
- 舞台『カードファイト!! ヴァンガード』～バーチャル・ステージ～ リンクジョーカー編（2017年4月1日 - 9日、AiiA 2.5 Theater Tokyo） - 立凪タクト 役[27]
- 男水!（2017年5月11日 - 28日、シアター1010 他） - 森親太郎 役[28]
- 超進化ステージ「デジモンアドベンチャー tri.〜8月1日の冒険〜」（2017年8月5日 - 13日、Zeppブルーシアター六本木） - 泉光子郎 役[29]
- 2018 PARCO PRODUCE “三島×MISHIMA”『命売ります』（2018年11月24日 - 12月22日、サンシャイン劇場 他） - 薫 役[30]
- ぼくの名前はズッキーニ（2021年2月28日 - 3月21日、よみうり大手町ホール 他） - アメッド 役[31]

### イベント・ショー
- nicola東京解放日2013（2013年3月27日、東京ファッションタウンビルTFTホール）
- スマートボーイズ ファン感謝イベント「スマボFes. 2014 in Winter」（2014年2月23日、東京 赤坂・草月ホール）
- nicola東京開放日2014（2014年3月27日、東京ファッションタウンビルTFTホール）
- nicola東京開放日2015（2015年3月26日、東京ファッションタウンビルTFTホール）
- スマボ MOVIE『キャラフル STARS』（幻冬舎コミックス）DVD発売記念イベント（2015年5月23日、ニコニコ本社）